# Dendrobium polyanthum
Dendrobium polyanthum Wall. ex Lindl., 1830 è una pianta della famiglia delle Orchidacee, originaria dell'Asia sud-orientale.

## Descrizione
È una pianta epifita di piccole dimensioni che presenta pseudobulbi addensati, lunghi da 15 a 30 centimetri, pendenti, di colore biancastro con strisce viola, recanti 6 foglie decidue, coriacee, di forma oblungo-lanceolata. Fiorisce dal tardo inverno alla primavera con un racemo che aggetta da un nodo (che può avere ancora o meno la foglia) in posizione opposta alla foglia, lungo mediamente una decina di centimetri, portante un unico fiore. Questo è profumato, di lunga durata, grande da 3 a 5 centimetri ed è di colore variabile tra il bianco e il rosa in petali e sepali che si presentano di forma lanceolata. Il labello si presenta imbutiforme ed è bianco con venature rosa con margini molto frastagliati.

## Distribuzione e habitat
D. polyanthum è originaria dell'Asia sud-orientale, dall'Himalaya alla penisola indocinese e più precisamente dello stato cinese di Assam, India e Nepal, oltre a Isole Andamane, Myanmar, Thailandia, Laos e Vietnam, dove cresce epifita sugli alberi di foreste aperte di montagna, a quote comprese tra 700 e 1800 metri sul livello del mare.

## Coltivazione
Questa specie è ben coltivata su un supporto di argilla espansa, in posizione luminosa, ma lontano dai raggi diretti del sole. Necessita di posizione arieggiata e di temperature moderatamente calde durante la stagione di fioritura, da diminuire durante la fase di riposo vegetativo.